# Adatközpont

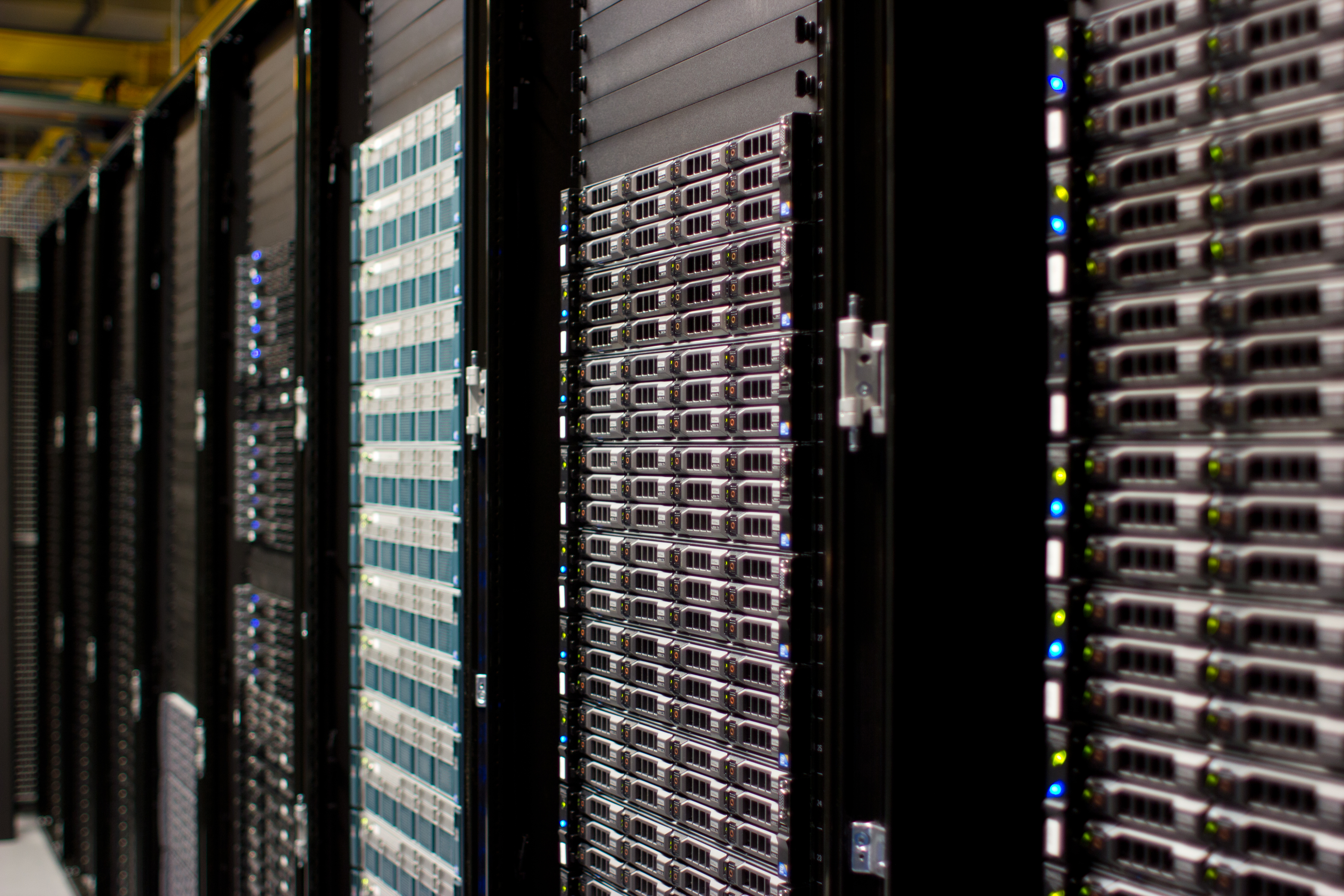
A Wikimédia Alapítvány szerverei

Az adatközpontok számítógépes rendszerek és a hozzájuk kapcsolódó komponensek elhelyezésére és üzemeltetésére kialakított létesítmények. Ezek a komponensek rendszerint magukba foglalják a távközlési rendszereket és kommunikációs kapcsolatokat, redundáns áramforrást, adattárolókat, légkondicionáló, tűzvédelmi és biztonsági rendszereket. A nagy adatközpontok ipari méretű üzemek, amelyek egy kisváros elektromos fogyasztásával rendelkeznek és néha jelentős légszennyezést jelentenek a dízelmotorok kipufogógázával.

## Története

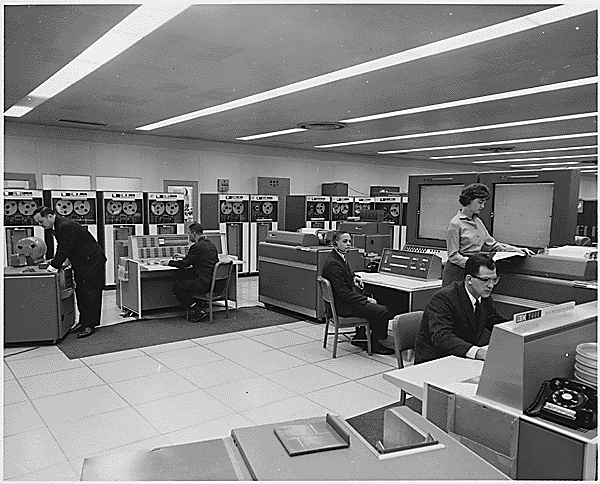
A NASA küldetés irányítás számítógép-szobája 1962-ben

Az adatközpontok története a számítástechnika korai időszakainak hatalmas számítógépszobáinál kezdődött. A korai számítógéprendszerek karbantartása és működtetése bonyolult volt és ezért különleges környezetet igényelt. Sok kábel volt szükséges a komponensek csatlakoztatásához, és ehhez különböző módszereket dolgoztak ki: szabványos rackszekrények, emelt padló és kábelrendszerezők. Egy számítógép sok áramot is fogyasztott és hűtést igényelt, hogy ne melegedjen túl. A biztonság fontos volt, mivel a számítógépek nagyon drágák voltak és gyakran katonai célokat szolgáltak. Alapvető belépési szabályokat dolgoztak ki tehát a számítógépterembe való belépés ellenőrzésére.
A személyiszámítógép-ipar gyors növekedésének idején, de különösen az 1980-as években a számítógépek kezdtek mindenhol megjelenni, sok esetben a működési elvárásokra való tekintet nélkül. Ahogy az információtechnológia kezdett egyre komplexebbé válni, az azokat üzemeltető cégek rájöttek, hogy ellenőrizniük kell az információtechnológiai eszközeiket. Fejlődésnek indult a Linux és az MS-DOS is lassan átadta helyét a többszálas feldolgozásra képes Windows operációs rendszereknek, így a PC helyet talált a számítógéptermekben. Ezeket szervernek nevezték, mivel az olyan időosztásos operációs rendszerek, mint a Unixok erősen a kliens-szerver modellre építettek. Az olcsó hálózati eszközök és a strukturált kábelezés lehetővé tették a hierarchikus tervezést, amely a szervereket egy külön erre a célra tartott terembe helyezte. Az adatközpont szó, amely alatt a kifejezetten számítógépek működtetésére kialakított helyiséget értettek ebben az időben kezdett elterjedni.
A dotkomlufi idején az adatközpontok száma meredeken emelkedett. A vállalatoknak gyors internetkapcsolatra és folyamatos működésre volt szükségük, hogy internetes jelenlétüket biztosítsák. Kisebb cégeknek ez nem volt elérhető árban. Számos cég kezdett nagy, internet-adatközpontnak (IDC) nevezett létesítmények építésébe, amelyek az ügyfeleknek üzemeltetéssel kapcsolatos szolgáltatásokat nyújtott. Új technológiák és gyakorlatok születtek ezeknek a nagy létesítményeknek a kiszolgálására.
A felhő alapú szolgáltatásokat kiszolgáló adatközpontokat felhő-, illetve virtualizált adatközpontnak (cloud datacenter, CDC) nevezték, ez a különbségtétel mára az adatközpont fogalmába integrálódott.

## A modern adatközpontok elvárásai
Az információtechnológia fontos része cégek működésének. Az egyik fontos szempont az üzletmenet folyamatosságának biztosítása. Ha egy rendszer leáll, az azzal kapcsolatos munkák és folyamatok is leállhatnak, ami az egész cég működésének fennakadásához is vezethet. Ezért szükséges megbízható infrastruktúrát biztosítani az információs rendszerek üzemeltetéséhez. Az információbiztonság szintén fontos szempont, az adatközpontoknak minimalizálnia kell a biztonsági problémák valószínűségét.
Egy adatközpontnak tehát magas színvonalat kell tartania ahhoz, hogy az üzemeltetett számítógépes rendszerek integritását és működését biztosítsa. Ezt általában mind a kommunikációs, mind pedig az elektromos hálózat teljes megkétszerezésével érik el, amelyhez tartalék áramfejlesztőket és szünetmentes áramforrásokat is csatlakoztatnak.
Az elsötétített (lights-out) adatközpont egy olyan adatközpont, amelyben a rendkívüli eseteket leszámítva szükségtelen az emberi jelenlét. Az emberi jelenlét hiányában a világítás szükségtelen, innen származik az elnevezés. Ilyen adatközpontokban minden rendszer és eszköz távoli hozzáféréssel irányítható. Ez energiatakarékosabb, a munkabérek területén is megtakarítást jelenthet és lehetővé teszi, hogy az adatközpontot a lakott helyektől távolabb helyezzék el, valamint csökkenti az illetéktelen hozzáférés veszélyét is.
Az adatközpontok átalakítására és modernizációjára irányuló erőfeszítések:
- Szabványosítás és konszolidáció: ennek az a célja, hogy csökkentse a nagy szervezetek által használt adatközpontok számát, a felhasznált hardver és szoftver környezetek számát és a működtetési eljárásokat.
- Virtualizáció: célja a virtualizációs technológiák használata a fizikailag létező szerverek vagy egyéb eszközök – „vasak” – helyettesítésére. Ez segíthet a működtetési költségek csökkentésében és csökkentheti az energiafelhasználást is.[5]
- Automatizáció: olyan feladatok automatizálása, mint a konfigurációs feladatok, provisioning. Mivel az elérhető képzett munkaerő kevés és drága, az automatizáció sokban segíthet a cégeknek.
- Biztonság növelése: modern adatközpontokban a virtuális rendszerek biztonságát a fizikai rendszerek biztonsági rendszerével integrálják.

## Adatközpontrétegek
Az amerikai szabványügyi hivatal (ANSI) által akkreditált telekommunikációs ipari szövetség (TIA) 2005-ben publikált ANSI/TIA-942 szabványa írja le az adatközpontokat. Ez a dokumentum 4 szintet határoz meg, amelyet rétegnek neveznek. A legegyszerűbb szint (Tier 1) tulajdonképpen egy szerverszoba, amely a számítógépes rendszerek telepítésének és üzemeltetésének alapvető irányelveit követi. A legszigorúbb elvárásokat a negyedik szintű (Tier 4) adatközpontok kapták, amely kritikus fontosságú számítógépes rendszereket üzemeltet redundáns alrendszerekkel és zárt biztonsági zónákkal, amelyekhez biometrikus belépési rendszereken keresztül lehet hozzáférni.
A Santa Fé-i Uptime Institute az ANSI/TIA-942 szabványtól függetlenül határozta meg saját 4 szintjét.
| Szint / Réteg           | Elvárások |
| ----------------------- | --- |
| Első szint (Tier 1)     | - Alapvető infrastruktúra 99,671% várható rendelkezésre állással - Nem redundáns kiszolgáló komponensek - Egyszerű, nem redundáns hálózat |
| Második szint (Tier 2)  | - Eléri és meghaladja az első szintet - Redundáns infrastruktúra 99,741% várható rendelkezésre állással |
| Harmadik szint (Tier 3) | - Eléri és meghaladja a második szintet - Több független hálózati kapcsolattal rendelkezik - Minden számítástechnikai eszköz két független áramforrásról üzemel - Működés közben karbantartható infrastruktúra 99,982% várható rendelkezésre állással       |
| Negyedik szint (Tier 4) | - Eléri és meghaladja a harmadik szint követelményeit - Minden hűtőberendezés két független áramforrásról működik, beleértve a hűtőberendezéseket, a ventilátorokat és a légkondicionálást - Hibatűrő infrastruktúra 99,995% várható rendelkezésre állással |

A magyar Informatikai, Távközlési és Elektronikai Vállalkozások Szövetsége ehhez nagyon hasonló definíciót adott ki, amely viszont eltér az elvárt elérhetőségtől: a Tier 1 szinthez 99,67%, a Tier 2 szinthez 99,75%, a Tier 3-hoz 99,98% és a Tier 4-hez 99,99% rendelkezésre állást követel meg, azaz például a Tier 4-hez kétszer annyi kiesést engedélyez, mint az Uptime Institute definíciója.
Bár a 99,671%, a 99,741%, a 99,982% és a 99,995% látszólag nem sokban térnek el egymástól, lényeges különbséget jelenthet. Bár az ideális az, ha nincs szolgáltatáskiesés, az alábbi megengedett mennyiségű szolgáltatáskiesést engedélyezik a különböző szintek egy év (525600 perc) alatt:
- Az első réteg 99,671% elérhetősége 1729,224 perc (~28 óra 49 perc) szolgáltatáskiesést engedélyez
- A második réteg 99,741% elérhetősége 1361,304 perc (~22 óra 41 perc) kiesést engedélyez
- A harmadik réteg 99,982% elérhetősége 94,608 perc (~1 óra 34 perc) kiesést engedélyez
- A negyedik réteg 99,995% elérhetősége 26,28 perc kiesést engedélyez.

## Tervezési megfontolások
Egy adatközpont elfoglalhatja egy épület egy helyiségét, egy vagy több szintet vagy akár egy egész épületet is. Az adatközpontok legtöbb eszköze 19 inch-es rack szekrényekben található, amelyeket sorokba rendeznek, így folyosót képezve az eszközök első és hátsó panelje is elérhető. A szerverek mérete nagyban eltér egymástól az 1U mérettől egészen a nagy adattárolókig. Egyes eszközök, mint a mainframe számítógépek akkorák, mint a rack-szekrény maga, így ezeket a rack-szekrények mellett helyezik el. A legnagyobb adatközpontok használnak konténereket, amelyek 1000, vagy több szervert tartalmaznak. Ha javítás vagy fejlesztés szükséges, az egyes szerverek javítása helyett a teljes konténert cserélik le.

### Elérhetőség
Minél magasabbak egy adatközpont elérhetőségével kapcsolatos elvárások, annál magasabbak az építési és üzemeltetési költségek. Amennyiben egy kiesés becsült költsége nagyobb, mint az üzemeltetési költségek, akkor nagyobb elérhetőségre van szüksége. Ha magasabb üzemeltetési költségek messze felülmúlják egy esetleges kiesés által okozott kárt, akkor alacsonyabb elérhetőség is elég.

### Hely kiválasztása
A hely kiválasztásában olyan kérdések játszanak szerepet, mint az áramellátás és hálózati kapcsolatok elérhetősége, szállítási útvonalak közelsége, a helyszín kockázati tényezői és a biztonsági kérdések. Az adott hely éghajlata is befolyásolja az adatközpont tervezését, mivel ahhoz megfelelő hűtő és légkondicionáló rendszert kell hozzá építeni. Ez nagyban befolyásolja a hűtés költségeit is. Például egy meleg, nedves éghajlaton a hűtés költségei nagyban eltérhetnek egy száraz, hideg éghajlaton épített adatközpont hűtési költségeitől.

### Modularitás és rugalmasság
Kulcsfontosságú az adatközpontot úgy tervezni, hogy a szükségleteknek megfelelően növekedhessen és változhasson. Az adatközpont modulok előre gyártott, szabványosított építőelemek, amelyek könnyen állíthatóak be és szintén könnyen szállíthatóak. Ezek az adatközpont modulok lehetnek szabványos konténerbe, vagy más szállítható tárolóba épített eszközök.

### Környezet
Egy adatközpont számítógépeinek környezete szigorúan ellenőrzött és szabályzott. A páratartalom és hőmérséklet szabályozására légkondicionáló berendezéseket használnak. Az ASHRAE (Az amerikai hűtő, fűtő és légkondicionáló ipari mérnökök egyesülete) 18-27 °C közötti hömérsékletet és maximum 60% páratartalmat javasol adatközpontoknak. A hőmérséklet természetesen emelkedni fog, mivel a számítógépek és más eszközök fogyasztása hőt termel. Amennyiben ezt a meleg levegőt nem távolítják el a gépektől, azok túlmelegednek és meghibásodnak.
A korszerű adatközpontok igyekeznek gazdaságos hűtést biztosítani szabad levegő használatával.
Bár a levegőhűtés a legelterjedtebb, egyes adatközpontok folyadékhűtést használnak. Ilyen lehet a vízhűtés, vagy akár akár a teljes szerver hűtőfolyadékban történő üzemeltetése, ebben az esetben természetesen a hűtőfolyadék nem lehet elektromos vezető.

### Áramellátás
A biztonsági áramellátáshoz tartozhat egy vagy több szünetmentes áramforrás, akkumulátortelepek, gáz- vagy dízelüzemű áramfejlesztők.
Hogy az egyetlen elem meghibásodása ne okozhassa a teljes adatközpont kiesését, az elektromos rendszer minden elemét meg kell kettőzni beleértve a tartalékrendszereket is. A kritikus fontosságú szervereket mindkét áramforráshoz csatlakoztatni kell.

### Alacsony feszültségű kábelek
Az adatkábeleket legtöbbször a rack-szekrények feletti kábeltartókon vezetik.

### Tűzvédelem

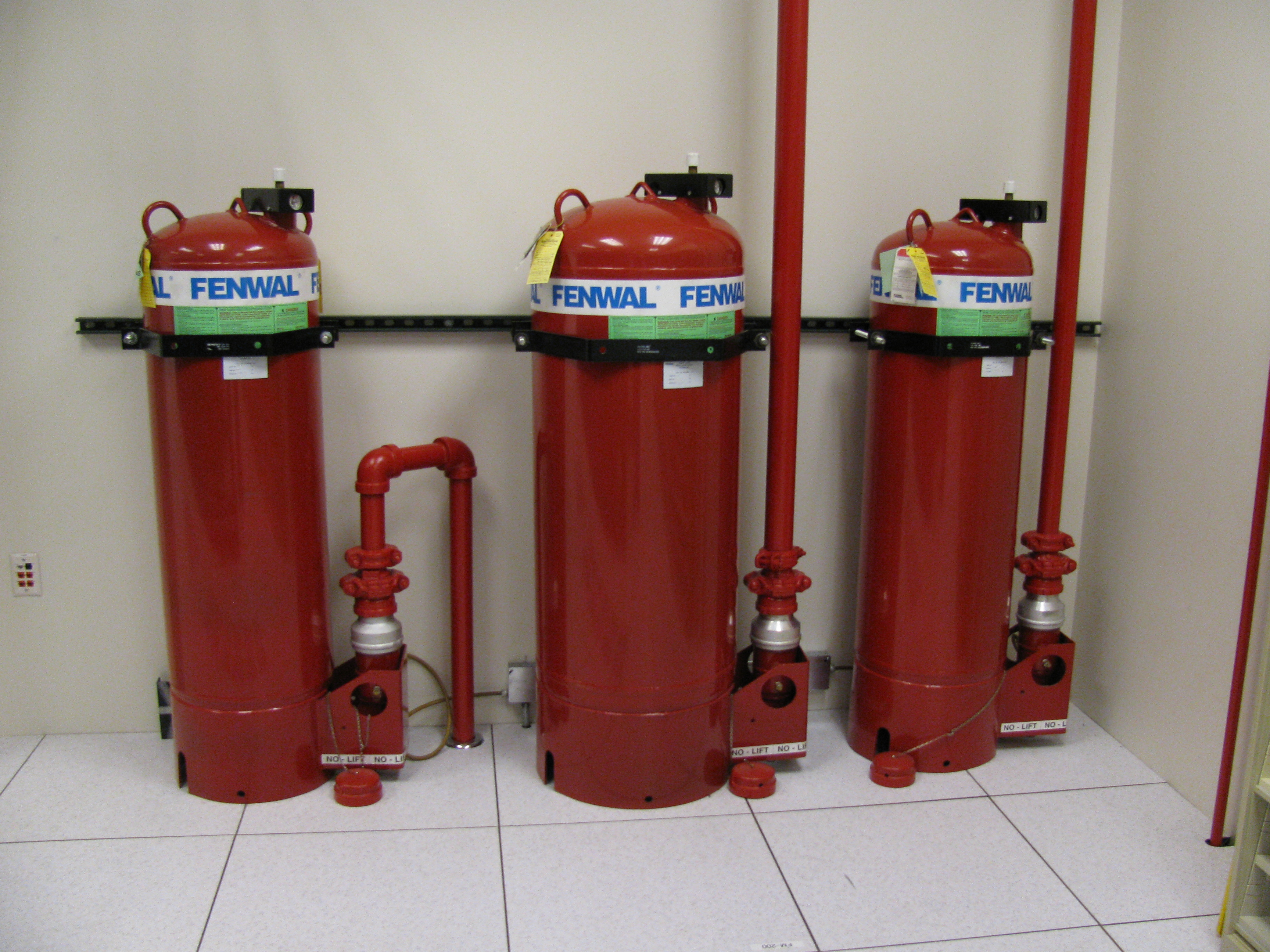
FM200 tűzelnyomó tartályok

Az adatközpontokat tűzvédelmi rendszerrel együtt építik, amelyben lehetnek passzív és aktív elemek, valamint tűzmegelőzési programok és eljárások. Általában vannak füstérzékelők telepítve. Ez lehetővé teszi a tűz korai észlelését, a hely meghatározását és áramtalanítás után a tüzet kézi eszközökkel is ki lehet oltani, mielőtt az elterjedne. Aktív tűzvédelmi rendszerek, mint például gáz-alapú oltóberendezések segíthetnek egy kiterjedt tűz eloltásában. A passzív eszközök közé tartoznak a tűzgátló falak, amelyek a tűz terjedését gátolják egy ideig.

### Biztonság

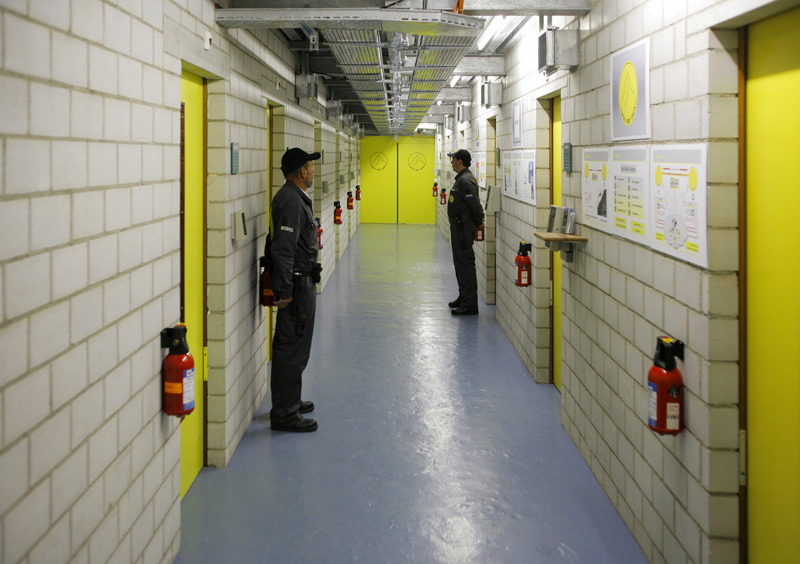
A Swiss Fort Knox adatközpont folyosóján

A fizikai biztonság szintén nagy szerepet játszik az adatközpontokban. Általában csak a személyzet léphet be, az illegális behatolást fekvőrendőrök, visszahúzható cölöpök és csapdák nehezítik. A legtöbb adatközpont biztonsági kamerákkal is el van látva és amennyiben tárol kényes információkat, folyamatos biztonsági őri jelenlétre is szükség lehet.

## Energiafelhasználás
Az energiafelhasználás fontos probléma az adatközpontokban. Az adatközpontok fogyasztása egy rackszekrénnyi szerver néhány kW fogyasztásától a nagyobb létesítmények több tíz MW fogyasztásáig terjed. Néhány létesítmény áramfogyasztása egy ugyanakkora tipikus irodaépület százszorosa. Az Egyesült Államok adatközpontjai a 2010-es évek elejére elérték a teljes fogyasztás 3 százalékát.
Az energiafelhasználásának hatékonyságát a tejes létesítmény fogyasztása és az informatikai eszközök fogyasztásának aránya határozza meg. A támogató infrastruktúra általában tartalmazza a hűtő rendszerek, az áramelosztás és más üzemeltetési költségek, mint például a világítás költségei. Az Egyesült Államok adatközpontjainak átlagos energiahatékonysági aránya 2,0, ami azt jelenti, hogy az informatikai eszközök minden 1 watt fogyasztására jut az infrastruktúra 1 watt fogyasztása. Egy modern adatközpont hatékonysági aránya nagyjából 1,2. Néhány nagyobb cég, mint a Microsoft és a Yahoo publikálta előrejelzéseit új adatközpontjainak hatékonyságáról. A Google negyedévente publikálja adatközpontjai energiafelhasználásának hatékonysági adatait.

## Hálózati infrastruktúra

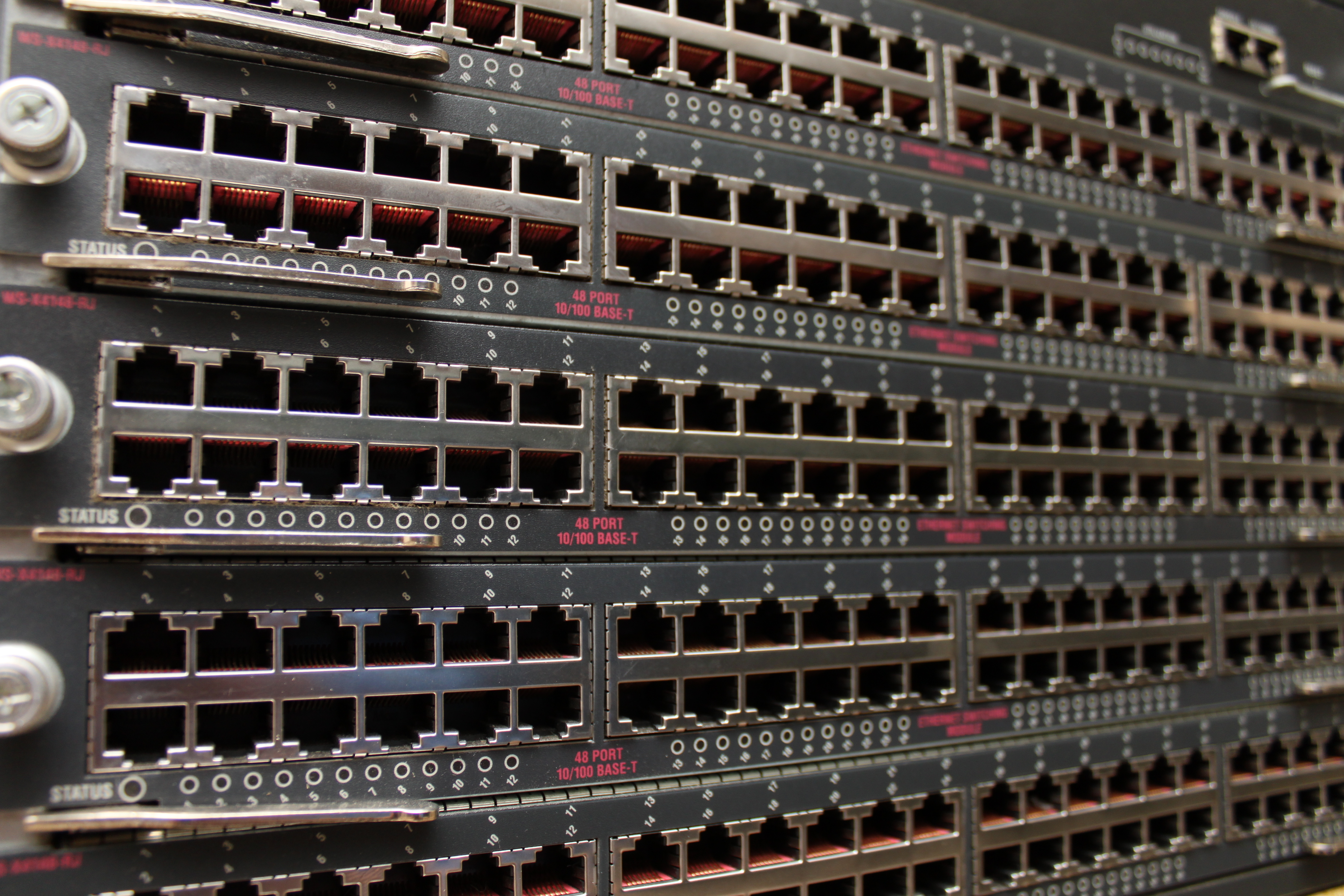
Egy switch RJ45 portjai

Az adatközpontok hálózatai ma általában az IP-protokollra épülnek. A hálózati forgalmat switchek és routerek bonyolítják a szerverek és a külvilág között. Az internet kapcsolatot gyakran kettő vagy több független szolgáltató adja.
Az üzemeltetett szerverek közül néhány általában az adatközpont saját infrastruktúrájának működtetésével foglalkozik: DNS, e-mail és proxyszerverek.
A hálózat általában tartalmaz biztonsági elemeket is: tűzfalakat, VPN-kapukat és behatolásjelző rendszereket.

## Adatközpontok felhasználása

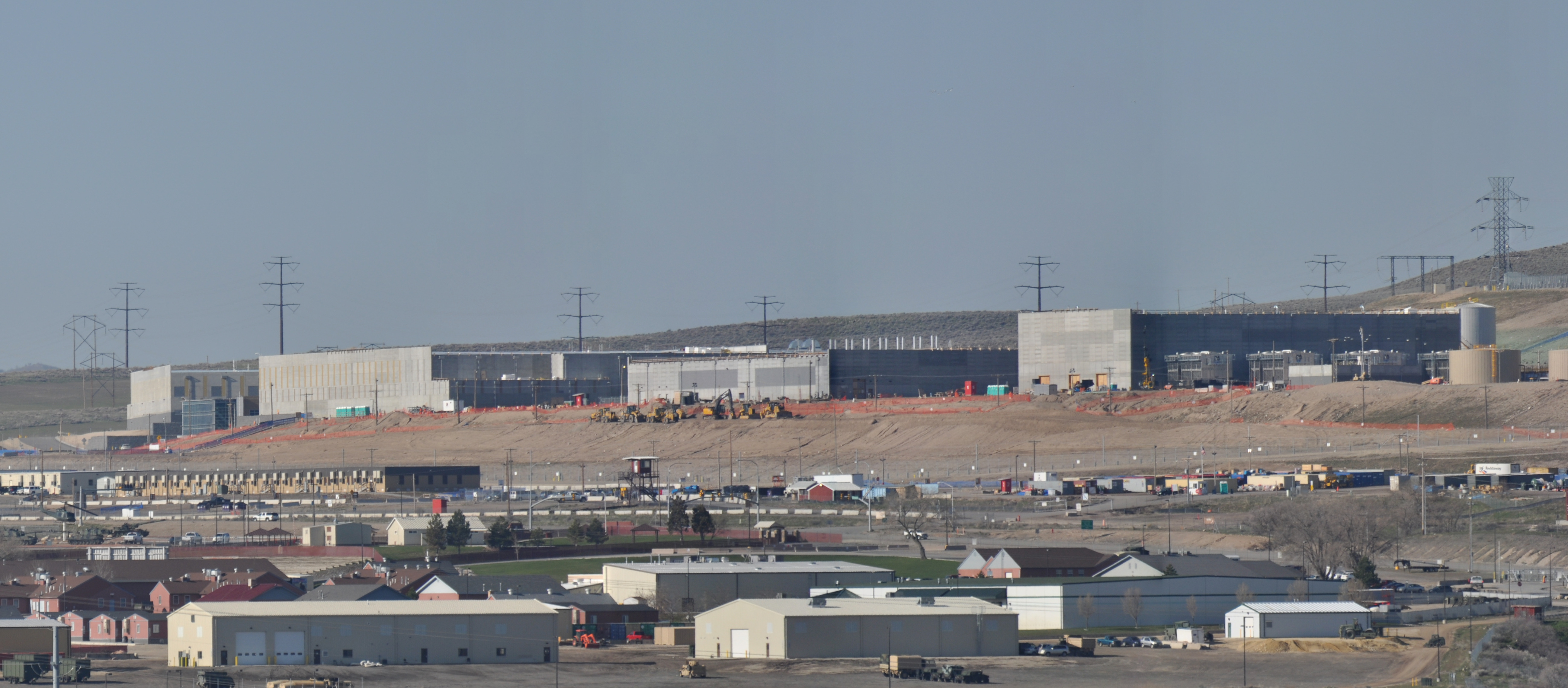
Az NSA adatközpontja Utahban

Az adatközpontok célja azoknak az alkalmazásoknak a működtetése, amelyek a cég vagy kormányzati szerv működéséhez szükségesek.
Néhány ismert szervezet, amely több nagy méretű adatközpontot működtet a világ több pontján:
- CERN
- Google Inc.
- Facebook
- Apple Inc.
- Yahoo!
- Rackspace
- Microsoft
- IBM
- Intel

## Lásd még
- Számítógépfürt
- Információtechnológia
- Szerver
- Open Compute Project

## Fordítás
Ez a szócikk részben vagy egészben  a   Data center című angol Wikipédia-szócikk fordításán alapul.  Az eredeti cikk szerkesztőit annak laptörténete sorolja fel. Ez a jelzés csupán a megfogalmazás eredetét és a szerzői jogokat jelzi, nem szolgál a cikkben szereplő információk forrásmegjelöléseként.